# Функція розсіювання точки

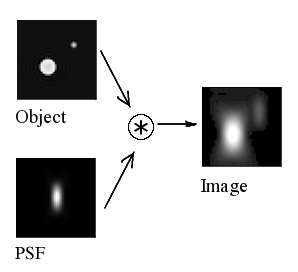
Точкове джерело, функція розсіювання точки та отримане зображення

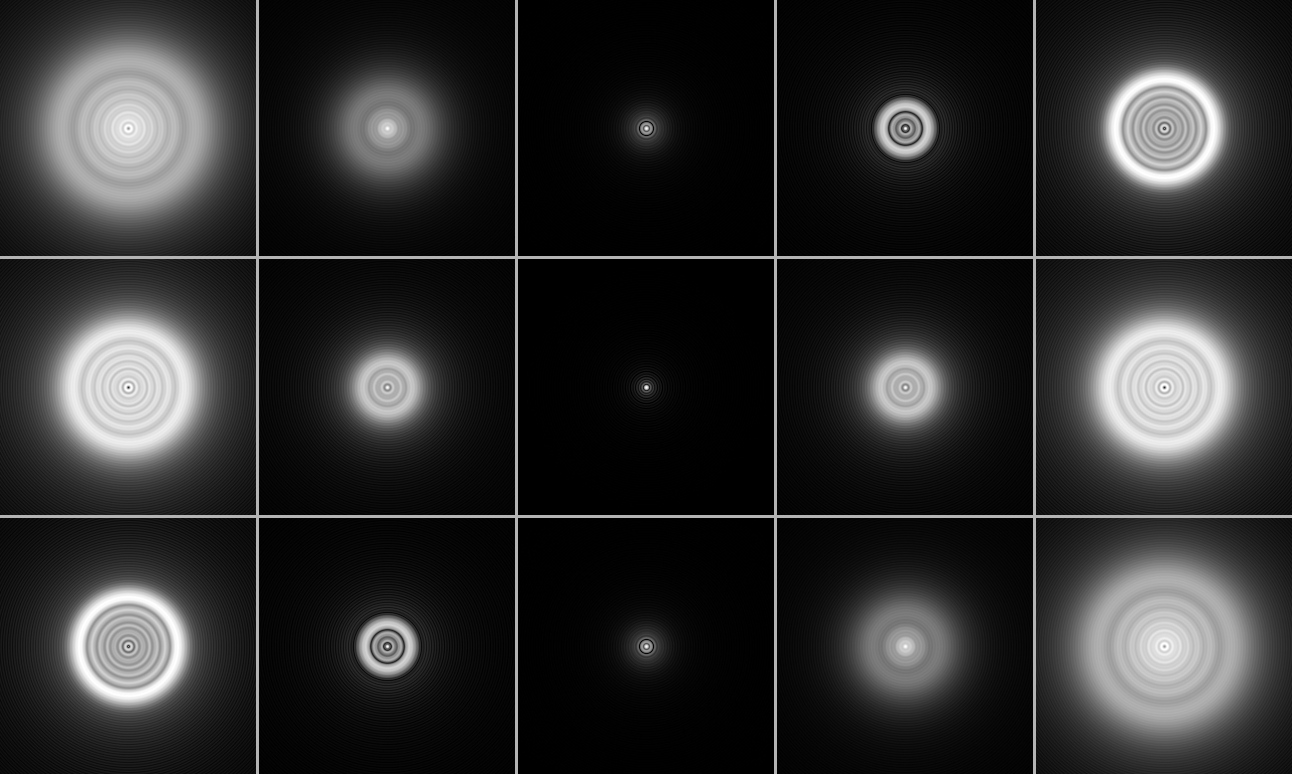
Зображення точкового джерела, отримані за допомогою системи з негативною (вгорі), нульовою (в центрі) і позитивною (внизу) сферичною аберацією. Зображення ліворуч є разфокусованими до внутрішньої частини, зображення праворуч — у напрямку назовні

Функція розсіювання точки (англ. Point spread function) — функція, що описує відгук системи формування зображень на точкове джерело або точковий об'єкт. В більш широкому понятті — імпульсна характеристика сфокусованої оптичної системи.

## Вступ
Лінійність систем обробки зображень передбачає наступне правило:
Image(Object1 + Object2) = Image(Object1) + Image(Object2)
Це відомо як принцип суперпозиції для лінійних систем. Таким чином, в зображення складається з суперпозиції функцій розмиття точки, і розподіл інтенсивності в будь-якій його деталі можна знайти підсумовуванням усіх функцій розмиття точок у зображенні, взятих з вагою, що визначається поширенням інтенсивності в зображенні, заданим його градацією.